# 德安县
德安县是中国江西省九江市所辖的一个县、地處江西省北部，九江市南部，東接共青城市，南鄰永修縣，西毗武寧縣，北接瑞昌市、柴桑區。

## 历史
西汉建历陵县，属豫章郡。王莽改历陵县为蒲亭县。东汉复称历陵县。三国·吴建发时分豫章郡为鄱阳郡，历陵县属鄱阳郡。
南朝·宋元嘉元年（424年），历陵县并入柴桑县（隋唐先后改称浔阳县、彭蠡县、彭城县、湓城县，属九江郡）。
唐武德八年（625），又以历陵故址立蒲塘场。
五代吴杨溥乾貞元年即顺义七年（927年），升蒲塘场为德安县，属江州路。宋延其制。
明清德安县属九江府。
民国时先后属九江府、浔阳道、第四行政专区、第五行政专区、第九行政专区。
中华人民共和国成立后属九江专区（九江地区）、九江市。

## 地理
- 区位：德安县地处江西省北部，东接柴桑区，南邻永修县、共青城市，西毗武宁县，北接瑞昌市。[3]
- 地貌：德安县属低山丘陵地区，南北高、东南低，三面环山，东南角临近鄱阳湖滨。[3]
- 水文：德安县属鄱阳湖水系，主要河流博阳河。[3]
- 气候：德安县属中亚热带季风湿润气候区。[3]

## 交通
- 京九铁路
- 昌九城际铁路
- 福银高速
- 105国道
- 316国道

## 行政区划
德安县下辖5个镇，8个乡，1个国营林场，1个园艺场。
蒲亭镇、聂桥镇、车桥镇、丰林镇、宝塔乡、河东乡、高塘乡、林泉乡、吴山镇、磨溪乡、爱民乡、邹桥乡、塘山乡、彭山林场和园艺场。

## 人口
根據第七次人口普查數據，截至2020年11月1日零時，德安縣常住人口為167090人。
2013年末全县共有17万人。
2000年全县有畲、回、壮、土家、侗、苗、满、彝、蒙古九个少数民族。

## 经济
2017年全县生产总值112亿元，比上年增长9.1%，财政总收入18.3亿元，比上年增长10.9%。